# 爱彼迎
（Air Bed and Breakfast的缩写)），是一個出租住宿民宿的網站，提供短期出租房屋或房間，讓旅行者通過網站或手機發掘和預訂世界各地的獨特房源，為近年來共享經濟發展的代表之一。該網站成立於2008年8月，公司總部位於美國加利福尼亞州舊金山，是一家私有公司，由「Airbnb, Inc.」負責管理營運。目前，Airbnb在191個國家，65,000個城市中共有400萬名房東、超過3,000,000筆房源。
该公司在中国大陆的中文品牌名为，取「讓愛彼此相迎」之義，品牌名發布後被批評“難聽”和“性暗示”。
用户必須註冊互联网賬號才能使用網站。每一個住宿物件都與一位房東連結，房東的個人檔案包括其他用户的推薦、顧客評價、回覆評等和私信系統。

## 历史

### 概念萌芽
2007年，公司概念开始萌芽，两位创始人搬到三藩市居住。当时，美国工业设计社区大会正在举办，这使他们想要为开会者提供住宿加早餐。公司的初衷是想为开会者提供短期居住的房间、早餐与社交机会，解决广大开会者很难订到饱和的酒店房间的问题。当时，创始人兼室友Chesky和Gebbia负担不起他们在三藩市租的阁楼，所以在可容纳三个客人的客厅放进气垫床，并且提供私房早餐。
2008年2月，哈佛毕业生和技术架构师Nathan Blecharczyk加入，成为AirBed & Breakfast的第三个联合创始人。在公司的初创阶段，创始人专注于会导致住房紧缺的高规格活动。官方网站Airbedandbreakfast.com于2008年8月11日上线。
为了获得网站资金，创始人出产特别版早餐燕麦，名字灵感来自总统候选人奥巴马和麦凯恩。两个月里，800盒燕麦以每盒40美元的价格全部售罄，为公司的发展提供了3万美元资金，吸引了Y Combinator的 保罗·格雷厄姆。
网站发布后扩张并占领了酒店和沙發旅行之间的顾客。2009年1月， Y Combinator邀请Chesky，Gebbia和Blecharczyk加入公司进行为期三个月的训练，他们回到三藩市时，一个可以给投资人汇报的的盈利模式已出现。

### 簡化網站名稱
2009年，网站名称从原来的Airbedandbreakfast.com 简化为Airbnb.com, 而且网站提供的产品也从气垫床和共享空间扩展为多种类型居住空间，包括整个屋子和公寓，私人房间，城堡，船，庄园，树屋，冰屋，帐篷，甚至私人岛屿等。
2010年，15个人在Chesky与Gebbia位于三藩市Rausch街的阁楼式公寓内工作。 为了给雇员提供空间，Brian Chesky放弃他自己的卧室而居住在Airbnb的服务，直到公司搬进他们的第一个办公空间。那一年公司继续高速增长并与2010年11月从格雷洛克合伙公司和红杉资本募集到A轮融资720万美元，并宣布过去六个月有70万订单，落实了80%订单。

### 風險投資進駐與國際擴張
2011年5月25日，身为演员及A-Grade Investments合伙人的艾希顿·库奇 宣布对公司进行大笔投资，开始担任公司策略品牌顾问。
2011年7月，Airbnb已經募得1億1980萬的創業投資資金，來源包括Y Combinator、格雷洛克合夥公司、紅杉資本、安德森霍洛維茨基金、DST系統、通用催化風險投資、Youniversity Ventures合夥人賈維德·卡里姆、凱斯·拉博伊斯和凱文·哈茲（Kevin Hartz），以及A級投資公司（A Grade Investments）合夥人艾希頓·庫奇和蓋希·奧希爾尼。
2011年5月，Airbnb收购德国竞争对手Accoleo。这次并购开启了Airbnb在汉堡的第一个国际办公室。
2011年10月，Airbnb于伦敦建立了第二个国际办公室。
2012年初，Airbnb因为增长的国际顾客，新增六个国际办公室，分别位于巴黎, 米兰, 巴塞罗那, 哥本哈根, 莫斯科和圣保罗.德国分公司是这些欧洲和中亚分公司的总公司。
2012年11月初，Chesky宣布他对澳大利亚的关注,认为其是美国之后的第二大市场。为了落实这个目标，Airbnb设立位于悉尼的第11间国际分公司。澳大利亚消费者构成Airbnb十分之一的总成交量。在发布进军澳大利亚的消息数周后，通过设立新加坡总部，Airbnb宣布其对亚洲的浓厚兴趣。公司的目标是接管当地200万个物业。
2013年9月，Airbnb宣布欧洲总部会坐落在都柏林。 
2014年4月，Airbnb獲得來自TPG資本4億5000萬美元的資金挹注，公司的估值約為100億美元。
2014年7月，Airbnb发布网站和移动端应用的设计改版有人认为新的图标像生殖器，但是Survata 发布的消费者调查显示只有极少数消费者认为这是问题。
2015年4月，Airbnb宣布進駐古巴，成为第一个进入古巴的美国公司。 这发生在奥巴马政府减少对美国公司进入古巴的禁令后不久。
2019年4月3日，Airbnb在2019广州国际投资年会越秀分论坛上宣布，计划在越秀区增加中高端特色住宿消费供给，集中打造新河浦片区“老东山”特色及华侨新村民宿品牌，构建具有广府文化特色的品牌度假住宿区。其拟于2019年6月至10月联合广州等地区推出“体验匠心”商旅文融合项目，将地方非物质文化遗产进行旅游体验化包装，并配合产品上线进行系列宣传活动，将当地文化特色向全球推广。
2020年12月10日，Airbnb在納斯達克上市。
2022年5月24日，Airbnb宣佈关闭中国大陆业务，並下线中国本土全部近15万个房源和体验业务，仅保留出境业务。

### 對外募資
2015年3月，Airbnb再次對外募資，市值估計將成長到200億美元。

## 公司

### 地址和收入
Airbnb的创始团队作为公司主要管理层：Brian Chesky, 创始人与首席执行官；Joe Gebbia，创始人与首席产品官；Nathan Blecharczyk，创始人与首席技术官。
Airbnb拥有十二个分公司，分别位于西班牙巴塞罗那，德国柏林，丹麦哥本哈根，爱尔兰都柏林，英国伦敦，意大利米兰，俄罗斯莫斯科，法国巴黎，美国三藩，巴西圣保罗，新加坡，以及澳大利亚悉尼。
Airbnb的主要收入来源为订房服务费。根据房费不同，收费比例从6%到12%不等。Airbnb也收取房东3%的信用卡手续费。
2014年三月，公司宣布在波特兰启动新的北美“运营总部”的计划，但是宣布北美总部依然在三藩。

## 影响

### 主要印象
Airbnb创始人被保罗·格雷厄姆和华尔街日报誉为富有韧性和创意。 
Airbnb被拿来跟Craigslist、HomeAway、Flip Key、WorldEscape、Uproost和高朋等其他提供临时住处的网站相提并论。Airbnb赢得2011年South by Southwest大会的“突破应用”大奖。 同期获奖的有Quora 、Dropbox，和The New York Times，标志着Airbnb成为新一代数十亿美元初创公司的一员。 在Airbnb之后，其他采用相同商业模式的诸如Getaround、Vayable、TaskMitra、Guidehop、myTaskAngel和Task Rabbit等服务陆续发布。
纽约州于2010年通过立法认定租期少于一个月的住宅出租非法。但是法案的支持者，州议员Liz Krueger说Airbnb及其竞争对手不是法律针对的对象。在魁北克，政府针对Airbnb的出租行为作出禁止。

### 文化影响
在2010年7月，公司收到300多封来自经济危机中因为经济困难而丧失抵押品赎回权进而濒临失去家园的人的电子邮件；这些人说他们靠着短租才有栖身之所。不是房屋所有人的人也会把房子短租，而这种行为是违反租赁法的。但是2014年7月，一个裁定否决房屋所有人因为房客把房子转租他人而要驱逐房客的要求。法官认为当地禁止短租的法律只限应用于房东，不作用于房客。这一裁决鼓励更多的房客转租行为。
Airbnb也吸引豪宅所有者。虽然富有的房东从来没想过把房产通过传统的布告板、广告栏或者诸如Craiglist的网站出租，但是Airbnb提供一个更加可靠的服务让富裕的客户从第二个家来获取收益。这个现象引起美国酒店协会的困境，因为短期私人出租行为持续侵蚀酒店行业。 
在2012年11月，Airbnb委托HR&A Advisors研究城市人口用户共有消费产生的市场影响。特别对三藩的影响。研究发现从2011年4月到2012年5月，顾客和房主力用服务贡献了5600万到三藩的经济中，其中4310万支持了当地的商业。90%的房主仅偶尔将其私有房产出租，将近一半的收入被用来做生活消费。研究还发现平均客人居留5.5天，而酒店顾客平均居留3.5天。平均顾客居留期间花费1045美元，而酒店客人平均消费840美元。
飓风桑迪发生后，Airbnb联合纽约市长麥克·彭博为因为风暴流离失所的人提供免费房屋。Airbnb为这一目的特别建立一个微型网站，让无家可归的人和房屋所有者接洽商议免费住房事宜。另外，Airbnb免除所有服务费。 
在2022年初，俄羅斯入侵烏克蘭時，Airbnb創辦人兼執行長Brian Chesky在推特上表示將暫停在俄羅斯及白俄羅斯的所有業務，且旗下非營利機構Airbnb.org將免費提供10萬烏克蘭難民臨時住所。同時，全球網友發起了「Airbnb只訂不住」活動，因Airbnb房東通常於房客報到約24小時後取得款項，藉此直接援助烏克蘭人民。Airbnb數據指出，該活動2天內就在烏克蘭訂了超過6萬1,000晚的住宿，總收入近200萬美元。Airbnb也表示將免除相關預訂的手續費。

## 批评与争议

### 信任危機
該網站主打社群建立在人與人之間的「信任」上，但任何一方並未提供實質擔保，以致Airbnb拖欠支付租金，房東卻無法追討，難以追究不良房客破壞、偷竊單位內財物，舉行瘋狂派對等行為；甚至有不法分子會利用Airbnb單位作快閃式賣淫、販毒製毒、毒品派對等非法活動場所。
另一面向，房東亦有可能為牟取更多利潤而單方面取消單位原定預約，轉為租予能支付更貴租金者，令原租客外遊計劃完全失去預算。
除此以外，這些分租房屋鑰匙經過多番流轉，可能會被賊人偷走、複製，以趁其他住客入住時潛入爆竊。
該網站系統會自動或人工手動下架認為照片不符的房源，但房東卻渾然不知，也會偷偷修改房源價格、房源最低預定天數等細節，顯示該網站已無從信任起。反而鼓勵人們轉而直接向房東接洽，透過通訊軟體，或面對面交易，減少Airbnb從中作梗的風險，訴諸當地政府管轄與法律。

### 使用垃圾邮件
2011年，博主和竞争对手Dave Gooden声称，自动发往Craigslist屋主的大量电子可疑邮件导致Airbnb的成功。这一获取用户的策略其实在2009年被其他企业广泛应用。但是其他企业发现此策略无效。

### 法律與安全問題
由於這類型網站的短期出租服務，有先天上的問題。
在美國舊金山，一位署名「 EJ 」的網友嚴詞指責Airbnb所帶來的房客盜竊她的財物。另外，在2015年還有一名Airbnb用戶被房東家裡的狗咬傷，但 Airbnb 拒絕支付醫療費用，直到《紐約時報》報導後才得以解決。
在日本，Airbnb民宿多半沒有合法執照。日本自月15日起實施《住宅宿泊事業法》，在新法例之下，日本民泊經營者須在6月14日之前向所屬的都道府縣知事申請並獲得審批，才能繼續合法經營。Airbnb已將日本多數非法分租房下架，網站上的房源供應因此大減超過八成，不少住宅社區及多層大廈已表明禁止將單位作非法分租用途。
2017年2月8日，新加坡市區重建局頒布新規定，禁止房屋擁有者提供低於六個月的短租行為，一旦查獲，將會處以新加坡幣20万元罰款。
在香港，根據現行《旅館業條例》，任何處所出租少於28日都需要領取旅館牌照，否則即屬無牌旅館，負責人可被判罰款及監禁。然而，在Airbnb刊登廣告的香港出租單位，尤其位於私人住宅區、大型屋苑者，幾可肯定必屬非法旅館。這些處所不單非法經營，亦有可能同時違反地契訂明的土地用途，以及物業公契中訂明（如有）不得用作酒店之規定。
在Airbnb已被列作非法的地區入住這些分租單位，保險公司有可能視作觸犯拒保條款中的「非法行為」，令保單失效，萬一發生不幸的事情，事後可能無法索償；為逃避執法部門調查，這些地方的Airbnb業主往往不會告知租客單位確實地址，只會粗略指示如何前往，一旦租客在單位遇事需報警或召喚消防、救護單位求助，隨時因無法報告準確地址，延誤執法或救援。
更嚴重的問題是房源質素參差，房客要蒙受極大人身安全風險。airbnb不可能審查所有出租單位基本結構、消防、電器等安全，也無法對房東進行嚴格背景審查（目前最多只能針對美國房東，查閱州、縣級公開罪犯名冊），更無法保證並嚴格約束房東品格操守。針對房東不當行為的最嚴厲「懲罰」只是從網站除名，客服難以即時回應涉及房客人身安全事故，無良房東在單位內安裝偷拍器材、性騷擾、性侵犯住客等指控時有所聞，亦曾發生住客被房東洗劫、禁錮、綁架、強姦，甚至謀殺案件。2017年10月，一名男子入住澳洲墨爾本一家airbnb「民宿」，疑被包括房東在內的三名男子強姦並殺害，疑兇案發後被捕。

### 滋擾鄰里
Airbnb供出租單位原本大多數只供住宅，未預期作為酒店用途。住宅社區難免因大量陌生人進出變得品流複雜，輕則有遊客按錯門鈴、進錯單位、胡亂棄置垃圾、作息時間不同造成鄰里爭拗，嚴重至不良租戶吵鬧、醉酒滋事鬧事、爆竊鄰居，甚至濫用單位作為瘋狂派對場所、進行各式不法勾當等，難免會鄰里帶來嚴重滋擾，甚至嚴重保安隱患。

## 外部連結
- 官方网站（英文）
  - 官方网站（繁體中文）
  - 官方网站（简体中文）
- 社交帳號
  - 爱彼迎的Facebook專頁
  - 爱彼迎的X（前Twitter）
- 爱彼迎在OpenCorporates上的群組